# Speed Ballads
Speed Ballads es el segundo álbum de estudio de la banda inglesa Republica, lanzado en 1998. El álbum llegó al puesto #37 en el UK Albums Chart. Había proyectos planeados para lanzar el álbum en los Estados Unidos en enero de 1999, pero estos fueron cancelados.

## Lista de canciones
| N.º | Título                     | Escritor(es)                    | Duración |  |
| 1.  | «From Rush Hour with Love» | Saffron, Dorney, Male           | 3:25     |  |
| 2.  | «Fading of the Man»        | Saffron, Dorney, Male           | 4:34     |  |
| 3.  | «Try Everything»           | Saffron, Dorney, Male, Batson   | 4:02     |  |
| 4.  | «Luxury Cage»              | Saffron, Dorney, Male, Todd     | 5:03     |  |
| 5.  | «Faster Faster»            | Saffron, Dorney, Male           | 3:20     |  |
| 6.  | «Nothing's Feeling New»    | Saffron, Dorney, Male, Williams | 3:51     |  |
| 7.  | «Millennium»               | Saffron, Dorney, Male, Todd     | 3:14     |  |
| 8.  | «Pretty Girl Hate»         | Saffron, Dorney, Male           | 3:47     |  |
| 9.  | «Kung Fu Movies»           | Saffron, Dorney, Male, Smith    | 4:00     |  |
| 10. | «Pub Pusher»               | Saffron, Dorney, Male           | 4:22     |  |

## Lado B
Se conocen cinco b-sides del álbum Speed Ballads:
1. "World Ends In The Morning" (From the "From Rush Hour With Love" CD single)
2. "Clone My Soul" (From the "From Rush Hour With Love" CD single)
3. "House Special" (From the "From Rush Hour With Love" 7" Vinyl single)
4. "Ready To Go [Live From Cardiff]" (From the "Try Everything" CD promo single)
5. "Drop Dead Gorgeous [Live From Cardiff]" (From the "Try Everything" CD promo single)

## Personal
- - Saffron - voz
  - Tim Dorney - teclados, Programador, Mezclador
  - Jonny Male - Guitarra, coros
- Pete Riley - batería
- Ian Stanley - Productor
- Andy Gray - Productor, Mezclador
- Clive Langer - Productor, Mezclador
- Alan Winstanley - Productor, Mezclador
- Ian Broudie - Productor
- Bob Kraushaar - Mezclador
- Gary Langan - Mezclador
- Ross Cullum - Mezclador
- Cenzo - Mezclador
- Brian Pugsley - Ingiero Adicional
- John Astley - Mastering
- Mike Diver - Fotografía, Manipulación
- Big Active Ltd. - Diseño